# Gmina Karczmiska
Die Gmina Karczmiska ist eine Landgemeinde im Powiat Opolski der Woiwodschaft Lublin in Polen. Ihr Sitz ist der Ort Karczmiska Pierwsze.

## Gliederung
Zur Landgemeinde Karczmiska gehören folgende Ortschaften mit einem Schulzenamt (sołectwo):
Bielsko
Chodlik
Głusko Małe
Górki
Jaworce-Mieczysławka
Karczmiska Pierwsze
Karczmiska Drugie
Głusko Duże-Kolonia
Wolica-Kolonia
Uściąż-Kolonia
Noworąblów
Słotwiny
Uściąż
Wolica
Wymysłów
Zaborze
Zagajdzie
Weiterer Orte der Gemeinde sind Głusko Duże und Zaborze-Kolonia.

## Persönlichkeiten
- Stanisława Prządka (* 1943), polnische Politikerin, Juristin und seit 2001 Abgeordnete des Sejm, geboren in Karczmiska.